# Eclissi solare del 2 settembre 1997
L'eclissi solare del 2 settembre 1997 è un evento astronomico che ha avuto luogo il suddetto giorno attorno alle ore 00:04 UTC.